# نیکلاس گومز داویلا
نیکلاس گومز داویلا (18 می 1913 - 17 مه 1994) حکیم، نویسنده، فیلسوف کلمبیایی که گاهی اوقات به عنوان «نیچه ای در کوه های آند» شناخته می شود.

## زندگی‌نامه
نیکلاس گومز داویلا در 18 می 1913 در شهر بوگوتا در کلمبیا در خانواده ای مرفه به دنیا آمد؛ در بیست و سه سالگی به بوگوتا بازگشت و  با امیلیا راموس ازدواج کرد و صاحب سه فرزند شد. داویلا تحصیلات دانشگاهی رسمی نیاموخت، اما فرهنگ دایره‌المعارفی خود را با گذراندن بیشتر سال‌های عمر خود - همان‌طور که گفته می‌شود - در کتابخانه عظیم خود که شامل بیش از سی هزار جلد و به بسیاری از زبان‌های زنده شناخته شده جهان بود مطالعات وپژوهش می‌کرد. در سنین جوانی یونانی و لاتین را آموخت، سپس به زبان های فرانسوی، آلمانی، اسپانیایی، انگلیسی و پرتغالی تسلط یافت.